# 巴雷里尼亚斯
巴雷里尼亚斯是巴西马拉尼昂州的一个市镇。总面积2291.1平方公里，总人口38426人，人口密度16.8人/平方公里。